# أسكي محلة (دابوي الجنوبي)
أسکي محلة (بالفارسية: اسکی‌محله) هي قرية تقع في إيران في قسم دابوي الجنوبی الريفي. يقدر عدد سكانها بـ 71 نسمة .